# Ernesto Sarasino
Ernesto Sarasíno, noto anche con lo pseudonimo di Luigi De Mauri reso come L. De-Mauri (Torino, ... – 1927), è stato un editore, scrittore, traduttore e bibliografo italiano.

## Biografia
Esercitò l'attività di tipografo-editore dapprima a Torino con la ditta Casalis e Sarasino, specialmente nel periodo 1866-1869. Dalla fine degli anni ottanta dell'Ottocento fu editore a Modena, dove pubblicò anche edizioni pregiate; nel 1894 era fallito.
Scrisse sotto lo pseudonimo L. De-Mauri, «assunto sin dagli anni in cui percorreva i corsi di lettere, collaborando in giornali e riviste». Pubblicò con l'editore Hoepli diversi manuali, alcuni dei quali furono anche ristampati.

## Opere
- L. De-Mauri, L'amatore di oggetti d'arte e di curiosità, Firenze, Hoepli, 1896.
- L. De-Mauri, L'amatore di maioliche e porcellane, Milano, Hoepli, 1899.[7]
- L. De-Mauri, L'amatore di arazzi e tappeti antichi, Torino, Lattes, 1908.
- L. De-Mauri, Guida storico-artistica di Rimini, Riccione, Verucchio, Gradara, S. Marino, Bologna, Galleri, 1909.
- L. De-Mauri, Regulae juris, 6ª ed., Torino, Bocca, 1912.[7]
- L. De-Mauri, L'Amatore di miniature su avorio, Milano, Hoepli, 1918.
- L. De-Mauri, L'epigramma italiano, Firenze, Hoepli, 1918.
- L. De-Mauri, Flores sententiarum, Firenze, Hoepli, 1921.[7]
- L. De-Mauri, Ventagli, tabacchiere, scatole, tavolette, astucci, smalti, Milano, Hoepli, 1923.
- L. De-Mauri, Il vetraio di Tiberio, Torino, Druetto, 1930.

### Curatele
- Severino Ferrari, Versi, Modena, Sarasino, 1892.
- Edoardo Calvo, Poesie piemontesi, Torino, Libreria Antiquaria Patristica, 1901.
- Angelo Brofferio, Canzoni piemontesi, Torino, Tip. Della Gazzetta Del Popolo, 1902.
- Domenico Promis, Monete ossidionali del Piemonte, 2ª ed., Torino, Libreria Antiquaria Patristica, 1903.
- Severino Ferrari, Il mago, Torino, Libreria Antiquaria, 1906.

### Traduzioni
- Jean de La Brète, Mio zio e il mio curato, Milano, Barion, 1924.
- Guy de Maupassant, Una vita, Milano, Barion, 1924.
- Anatole France, La ribellione degli angeli, Milano, Barion, 1925.
- Clare Consuelo Sheridan, La madre e l'amica, Milano, Sonzogno, 1927.
- Clare Consuelo Sheridan, Fabiana e il suo chauffeur, Milano, Sonzogno, 1928.